# Carpo (lune)
Carpo est un satellite naturel de Jupiter.

## Caractéristiques physiques
Peu de choses sont connues sur Carpo, mais il s'agit de l'un des plus petits satellites de Jupiter. Sa magnitude de 15,6 conduit à un diamètre moyen d'environ 3 km.

## Orbite

Diagramme illustrant l'orbite des satellites irréguliers de Jupiter. Carpo le satellite le plus incliné positivement.

Carpo orbite autour de Jupiter à la distance moyenne de 17 145 000 kilomètres en un peu plus de 458 jours, avec une inclinaison de 56° sur l'écliptique et une excentricité de 0,2736. Carpo est le satellite prograde le plus distant de Jupiter : tous les satellites connus plus lointains sont rétrogrades.
Comme Thémisto, Carpo semble être le seul membre d'une classe orbitale à part entière. L'inclinaison orbitale de satellites comme celui-ci est limitée par l'effet Kozai, découvert par Yoshihide Kozai en 1962. Ce dernier induit un échange périodique entre l'inclinaison et l'excentricité de l'orbite ; si l'inclinaison est assez élevée, l'excentricité peut à son tour croître jusqu'à placer le périapside du satellite à proximité immédiate des lunes galiléennes (Io, Europe, Ganymède et Callisto). Le satellite pourrait alors entrer éventuellement en collision avec elles, ou un passage rapproché pourrait l'éjecter du système jovien[réf. nécessaire].

## Historique

### Découverte
Carpo fut découvert par l'équipe de Scott Sheppard sur des images datant du 9 février 2003 ; la découverte fut annoncée le 14 avril 2003.

### Dénomination
Carpo porte le nom de Carpo, personnage de la mythologie grecque ; Carpo (ou Xarpo) était l'une des cinq Heures et l'une des filles de Zeus (équivalent grec de Jupiter).
Carpo reçut son nom officiel le 30 mars 2005. Auparavant, il était désigné par sa désignation provisoire S/2003 J 20, le 20e satellite découvert autour de Jupiter en 2003.